# Strzępkoskórka kosmata

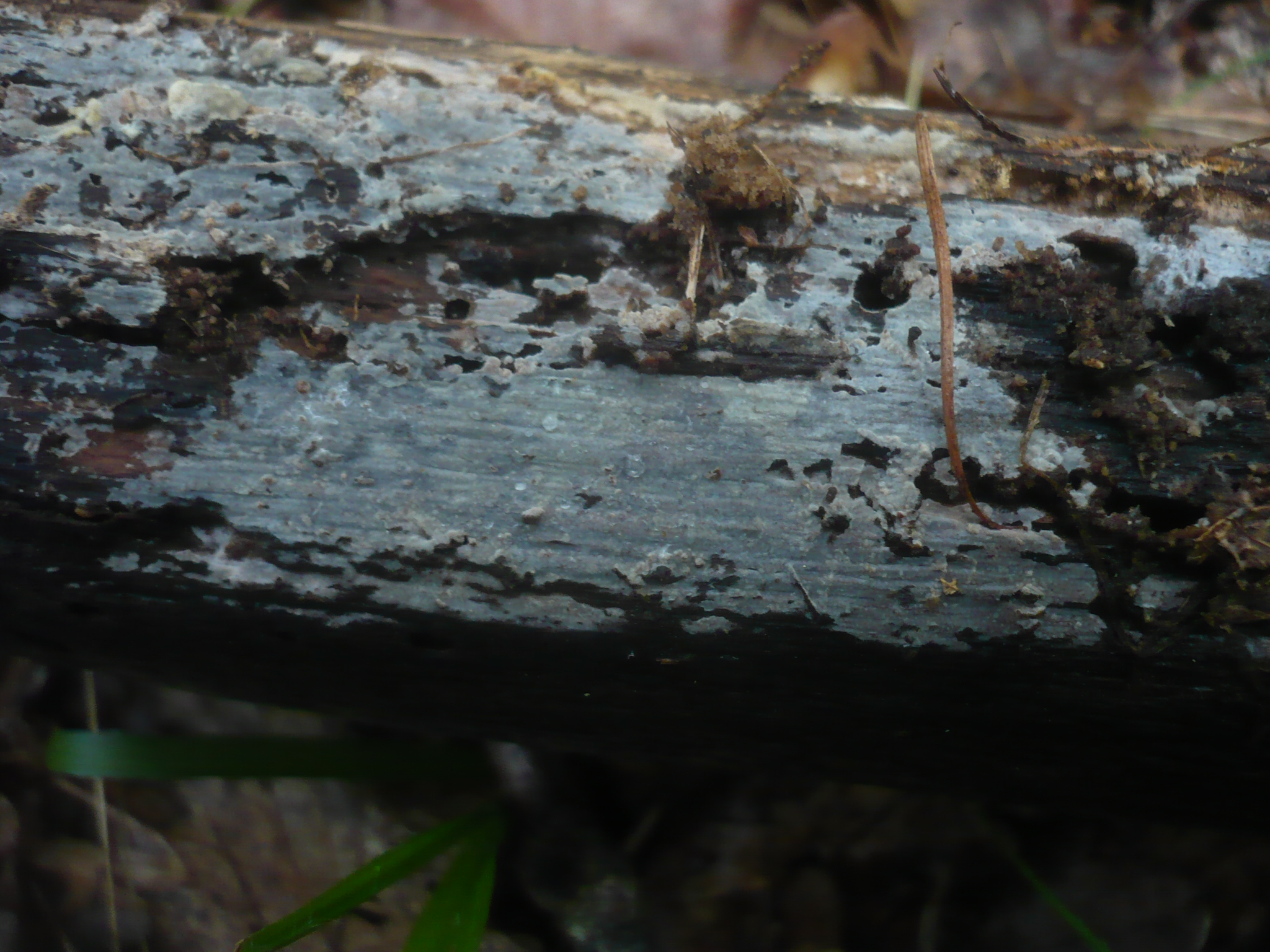

Strzępkoskórka kosmata (Peniophorella pubera (Fr.) P. Karst.) – gatunek grzybów z rzędu szczeciniakowców (Hymenochaetales).

## Systematyka i nazewnictwo
Pozycja w klasyfikacji według Index Fungorum: Peniophorella, Rickenellaceae, Hymenochaetales, Agaricomycetidae, Agaricomycetes, Agaricomycotina, Basidiomycota, Fungi.
Po raz pierwszy opisał go w 1828 r. Elias Fries, nadając mu nazwę Thelephora pubera. Obecną nazwę nadał mu Petter Adolf Karsten w 1889 r.
Ma 12 synonimów. Niektóre z nich:
- Hyphoderma puberum var. dactyliferum S.S. Rattan & Al-Dboon 1980
- Phlebia pubera (Fr.) M.P. Christ. 1960[2].

Polską nazwę zarekomendował Władysław Wojewoda w 1973 r. dla synonimu Hyphoderma puberum. Jest niespójna z aktualną nazwą naukową.

## Morfologia
Owocnik rozpostarty, rozproszony, przyrośnięty. Hymenofor gładki, pod lupą drobno aksamitny z powodu wystających cystyd, brzeg włóknisty lub przerzedzony.
Cechy mikroskopowe
System strzępkowy monomityczny, strzępki ze sprzążkami, cienkościenne, o szerokości 3–4 µm, strzępki subikulum drobno splecione i rozgałęzione, strzępki subhymenium gęsto upakowane w strukturę prostopadłą do podłoża. Cystydy wrzecionowate, 60–150 × 10–18 µm, grubościenne, silnie inkrustowane na całej długości, niektóre wystające ponad podstawki, inne zamknięte w warstwie subhymenium, czasami zdarzają się stefanocysty. Podstawki niemal maczugowate, 20–30 × 5–6 µm, cienkościenne, z 4 sterygmami i sprzążką bazalną. Bazydiospory wąsko elipsoidalne, lekko zakrzywione, 7–10 × 3,5–5 µm, gładkie, cienkościenne, nieamyloidalne.

## Zasięg występowania i siedlisko
Gatunek kosmopolityczny, występujący na wszystkich kontynentach, łącznie z Antarktydą. W Polsce pospolity.
Nadrzewny saprotrof. Występuje w różnego typu lasach na leżących na ziemi pniach i gałęziach drzew liściastych i iglastych. Gatunki Peniophorella są także grzybami nicieniobójczymi. Świadczy o tym obecność stefanocyst, które są specjalną strukturą strzępek mającą zdolność przyklejania się do ciała nicieni.